# إسن
إسن هي قرية وجماعة قروية تقع في إقليم تارودانت بجهة سوس ماسة، المغرب، وبلغ عدد سكانها 12.119 نسمة حسب الإحصاء العام للسكان والسكنى لسنة 2014.

## الثقافة
تُنظم جماعة إسن سنوياً مهرجان إسن للتراث الأصيل يتضمن معرضاً للمنتوجات المحلية المجالية، عروض الفروسية، أحواش تشلحيت، دقة هوارية، ودورات تكوينية للجمعيات والتعاونيات.